# Maltenos
Los maltenos  son la fracción soluble en hidrocarburos saturados de bajo punto de ebullición. Están constituidos por anillos aromáticos, nafténicos y con muy pocas cadenas parafínicas.
Generalmente existe mayor proporción de maltenos que de asfaltenos cuando se hablan de asfaltos. 
El mayor contenido de maltenos es el que le da la calidad a un asfalto, esto quiere decir que la naturaleza química de los maltenos regula en gran parte las propiedades químicas de los asfaltos.
- Datos: Q9027188